# كونفالاريا
زنبق الوادي أو القُنْفَلَرْيَة أو كونفالاريا (باللاتينية: Convallaria) جنس نباتي من الفصيلة السفندرية (باللاتينية: Ruscaceae). النوع الوحيد المعروف ضمن هذا الجنس هو الذرفة.